# امكريف (لودر)

تعديل مصدري - تعديل

امكريف هي إحدى قرى عزلة زارة بمديرية لودر التابعة لمحافظة أبين، بلغ تعداد سكانها 238 نسمة حسب تعداد اليمن لعام 2004.